# Trichoanoreina
Trichoanoreina is een kevergeslacht uit de familie van de boktorren (Cerambycidae). De wetenschappelijke naam van het geslacht werd voor het eerst geldig gepubliceerd in 2005 door Júlio & Monné.

## Soorten
Trichoanoreina is monotypisch en omvat slechts de volgende soort:
- Trichoanoreina albomaculata Júlio & Monné, 2005